# Ornithoscelida
Ornithoscelida („ptačí končetiny“) je klad (přirozená vývojová skupina) dinosaurů, stanovená nejprve viktoriánským přírodovědcem Thomasem Henrym Huxleym a v roce 2017 „oživená“ kladistickou analýzou Barona et al. V současnosti však stále probíhají diskuze o platnosti tohoto kladu a mnozí paleontologové se domnívají, že správné je naopak tradiční dělení dinosaurů na ptakopánvé a plazopánvé. Tak rozdělil dinosaury v 80. letech 19. století britský paleontolog Harry Govier Seeley a jedná se o dosud obecně uznávanou systematiku skupiny Dinosauria.

## Historie

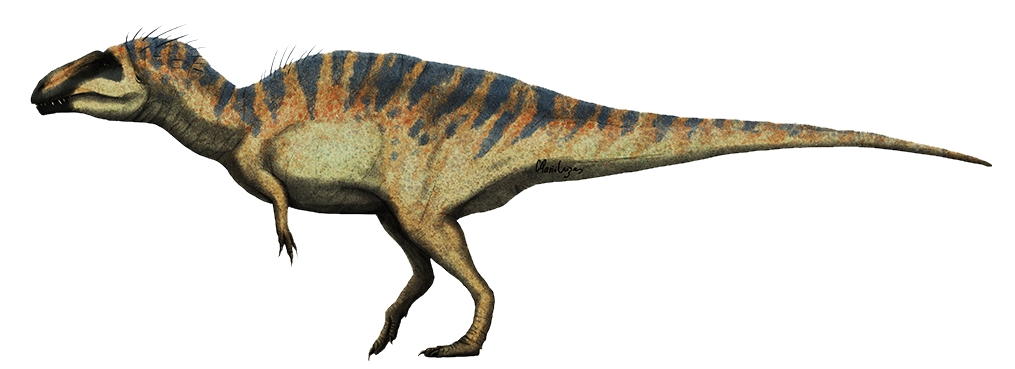
Acrocanthosaurus atokensis – zástupce kladu.

Skupinu Ornithoscelida poprvé navrhl britský přírodovědec Thomas Henry Huxley v roce 1869 a formálně ji stanovil o rok později pro skupiny Dinosauria a pro rod Compsognathus (pro který stanovil dnes již neplatnou skupinu Compsognatha). Když jeho kolega Seeley v roce 1888 stanovil skupiny Ornithischia a Saurischia, Huxleyho taxony byly zapomenuty.
V roce 2017 publikoval Matthew Baron a jeho kolegové studii, ve které provedli rozsáhlou kladistickou nalýzu dinosaurů. Jejich závěrem bylo, že tradiční dělení je neudržitelné a musí být pozměněno. Výsledkem byl překvapivý závěr, že teropodi mají vývojově blíže k ptakopánvým dinosaurům než k sauropodomorfům a skupina Herrerasauridae je samostatným vývojovým taxonem, nespadajícím mezi teropody (a naopak příbuznějším sauropodomorfům). Oficiální definice zní tak, že Ornithoscelida zahrnují „posledního společného předka vrabce domácího a druhu Triceratops horridus a všechny jeho potomky.“
Některé odborné práce však novější systematiku a s ní spojený klad Ornithoscelida neuznávají a vyzdvihují platnost tradiční Seeleyho systematiky s taxony Saurischia a Ornithischia. Tento postoj souvisí především s interpretací fylogenetické pozice vývojově primitivního ptakopánvého dinosaura (nebo dinosauriforma) druhu Pisanosaurus mertii.
Dinosauři, ať již je jejich podrobnější systematika jakákoliv, každopádně patřili do kladu Archosauria a jejich blízkými příbuznými tedy ve skutečnosti nebyli ještěři (jako je leguán, varan, ještěrka nebo chameleon), navzdory často chybně uváděnému označování dinosaurů jako "pravěcí ještěři" nebo "veleještěři".